# Bismutiodidoxid
Bismutiodidoxid ist eine anorganische chemische Verbindung aus Bismut, Iod und Sauerstoff.

## Gewinnung und Darstellung
Bismutiodidoxid kann durch Reaktion von Bismut(III)-oxid mit Iodwasserstoffsäure gewonnen werden.
{\displaystyle \mathrm {Bi_{2}O_{3}+2\ HI\longrightarrow 2\ BiOI+H_{2}O} }

## Eigenschaften
Bismutiodidoxid bildet ein ziegelrotes kristallines Pulver oder kupferfarbene Kristalle. Es ist in Wasser und Ethanol unlöslich, wird von Wasser auch bei Erhitzung nur wenig angegriffen und schmilzt bei Rotglut unter Zersetzung. Es besitzt eine tetragonale Kristallstruktur (isotyp mit Bismutchloridoxid) mit der Raumgruppe P4/nmm (Raumgruppen-Nr. 129).